# 光山英和
光山 英和（みつやま ひでかず、1965年11月20日 - ）は、大阪府大阪市生野区出身の元プロ野球選手（捕手）・コーチ、解説者・評論家。現在は千葉ロッテマリーンズの一軍・二軍統括コーチ兼球団本部一軍・二軍統括コーディネーターを務める。

## 経歴

### プロ入りまで
上宮高校では3年次の1983年に春の選抜へ出場し、1回戦で仲田幸司・仲田秀司のバッテリーを擁する興南高校を破るが、2回戦で明徳高校に敗退。1年先輩のチームメイトに笘篠誠治が、1年後輩に控え外野手の笘篠賢治（誠治の実弟）、2年後輩に西山秀二がいた。
同年のドラフト会議では、近鉄バファローズから4位指名を受け、入団した。

### 現役時代

#### 近鉄時代
1985年までは二軍生活であった。
1986年からは正捕手・梨田昌孝の衰えなどもあり、山下和彦や古久保健二と共に一軍に帯同することが多くなった。
1989年は序盤ケガで出遅れたものの終盤に復帰し、シーズン最終戦となった10月15日の西武ライオンズ戦（藤井寺）では渡辺智男から5打数4安打の活躍を見せた。読売ジャイアンツとの日本シリーズでは同22日の第2戦（藤井寺）で負傷退場した山下に代わって途中出場し2打数2安打、先発マスクを被った同24日の第3戦（東京D）ではシーズンで1本も打てなかった本塁打を宮本和知から放ち、先発の加藤哲郎と共にヒーローインタビューを受けている。
1990年には野茂英雄とバッテリーを組み、古久保との併用も有ったが正捕手の座を獲得。打撃面でも自身唯一の2桁となる12本塁打を記録し、この年以降も100kgの巨体から繰り出される豪快なバッティングを見せた。
1995年1月に野茂がメジャーリーグ挑戦のため退団すると、的山哲也ら若手の成長もあって出場機会が減った。
1996年9月には打撃練習中に自打球が当たり、右足薬指を骨折している。

#### 中日時代
1997年開幕直前の3月31日に、控え捕手の故障が相次いでいた中日ドラゴンズへ金銭トレードで移籍するが、中村武志と矢野輝弘の2人が一軍に固定されており出場機会が少なく、結果を残すことができなかった。

#### 巨人時代
1999年、シーズン途中の5月16日に吉原孝介との捕手同士の交換トレードで巨人へ移籍。当時の巨人は、正捕手・村田真一が顔面への死球を受けて戦列を離れており、経験豊富な捕手を求めかつ中堅の底上げを望み、中日との交渉により光山の獲得が実現した。妻子を名古屋に残し、一人で独身寮に住む単身赴任となる。
移籍後すぐに先発出場した同19日のヤクルトスワローズ戦（神宮）では1打席目から3打席連続安打を放った。しかし、4打席目では、同点の二死満塁で制球の定まらない五十嵐亮太からボール球を何度も振って三振して結局延長戦負けの一因になった挙げ句、この打席から43打席連続無安打を喫するなど、現在でも球団野手ワースト記録となった。結局、これにより打率も一時.075まで落ち、次の安打が出たのは8月25日だった。
2000年はベテランの杉山直輝や若手の村田善則ら他の捕手陣が好調であったため一度も一軍に上がることなく戦力外通告を受けた。

#### ロッテ時代
2001年は千葉ロッテマリーンズに在籍。同年故障者が多かったチームで、特に終盤の守備固めとして期待されていた。しかし、4月1日のオリックス・ブルーウェーブ戦（千葉マリンスタジアム）で死球を受けて右足親指を骨折し、離脱したことで、この年の出場は6試合にとどまり、オフに戦力外通告を受けた。オフにはアトランタ・ブレーブスの入団テストを受けたほか、リーガ・メヒカーナ・デ・ベイスボルにも参加した。

#### 横浜時代
2002年3月15日、捕手の故障が相次いでいた横浜ベイスターズへ入団。背番号は44。横浜は当時、中日に移籍した谷繁元信に代わって中村武志を中日から獲得したが、中村はオープン戦で調整が遅れており、球団は開幕に向けて捕手に不安を抱えていたため、3月上旬までメキシカンリーグでプレーしていた光山を獲得した。しかし2002年シーズンは8試合の出場にとどまり、同年9月25日に同シーズン限りで現役を引退することを表明した。

#### ロッテ・ジャイアンツ時代
同年シーズン終了後に一度は現役を引退したが、コーチとしてのオファーを受けて参加した韓国プロ野球のロッテ・ジャイアンツの秋季キャンプで動きを評価され、選手として入団。同年引退。日韓ロッテ球団、日韓ジャイアンツのそれぞれ双方で現役を経験したこととなった。

### 現役引退後
引退してしばらくは知人の酒屋勤務とGAORA解説者を兼務し、その後は飲食店経営者としても成功した。GAORA、STVラジオ、道新スポーツにて評論家として活動。並行してNOMOベースボールクラブコーチを務めた。
2004年からは少年野球チーム「光山ベースボールクラブ」を創設し、同チームと合併した「オール松原」の監督を2007年より務める。山形県内の中学生チームを指導したことがきっかけで、同県で2004年より硬式野球大会・光山英和杯の開催に協力している。
2007年11月に北京オリンピック日本代表にスタッフの一員として招集され、アジア予選・同本戦に帯同した。
2011年からは埼玉西武ライオンズ一軍バッテリーコーチに就任。
2012年シーズン途中から作戦コーチを兼任した。
2013年10月15日に球団からコーチ契約を更新しないことを通告された。炭谷銀仁朗に猛練習を課し、レギュラーを取るための下地を作り、炭谷とは楽天でもコーチと選手の関係になった。
2014年から2015年まで再びGAORA・STVラジオ解説者を務めた。
2016年からは横浜DeNAベイスターズ一軍バッテリーコーチに就任。アレックス・ラミレス監督からは「マイベストコーチ」と信頼され、選手との橋渡し役にも貢献。戸柱恭孝を正捕手に育て上げた。
2018年シーズン終了後に慰留される中で退団した。
2019年からは西武時代にコーチと選手の関係であった石井一久ゼネラルマネージャーの要請で楽天のコーチに就任。同年は一軍バッテリー兼守備作戦コーチを、2020年からは一軍バッテリー兼守備戦略コーチを務めた。
2022年も同コーチを務めていたが、Bクラスが決定した9月29日の西武戦（楽天生命パーク宮城）終了後に辞任する意思を固め、石井監督からは慰留されるも、同年限りで退任した。
同年オフも複数球団からオファーを受ける中、12月11日、2023年から近鉄時代にバッテリーを組んだ吉井理人が監督を務めるロッテの一軍・二軍統括コーチ兼統括コーディネーターを務めることが発表された。背番号は90。
2025年からは役職の肩書が一軍・二軍統括コーチ兼球団本部一軍・二軍統括コーディネーターに変更された。

## 詳細情報

### 年度別打撃成績
| 年 度     | 球 団     | 試 合 | 打 席 | 打 数 | 得 点 | 安 打 | 二 塁 打 | 三 塁 打 | 本 塁 打 | 塁 打 | 打 点 | 盗 塁 | 盗 塁 死 | 犠 打 | 犠 飛 | 四 球 | 敬 遠 | 死 球 | 三 振 | 併 殺 打 | 打 率 | 出 塁 率 | 長 打 率 | O P S |
| --------- | --------- | ----- | ----- | ----- | ----- | ----- | -------- | -------- | -------- | ----- | ----- | ----- | -------- | ----- | ----- | ----- | ----- | ----- | ----- | -------- | ----- | -------- | -------- | ----- |
| 1986      | 近鉄      | 43    | 49    | 46    | 5     | 13    | 2        | 0        | 0        | 15    | 1     | 0     | 1        | 2     | 0     | 1     | 0     | 0     | 13    | 1        | .283  | .298     | .326     | .624  |
| 1987      | 近鉄      | 23    | 21    | 18    | 3     | 4     | 1        | 0        | 1        | 8     | 2     | 0     | 0        | 1     | 0     | 0     | 0     | 2     | 3     | 0        | .222  | .300     | .444     | .744  |
| 1988      | 近鉄      | 22    | 33    | 29    | 0     | 2     | 0        | 0        | 0        | 2     | 1     | 0     | 0        | 1     | 1     | 1     | 0     | 1     | 11    | 0        | .069  | .125     | .069     | .194  |
| 1989      | 近鉄      | 14    | 12    | 12    | 0     | 4     | 1        | 0        | 0        | 5     | 0     | 0     | 0        | 0     | 0     | 0     | 0     | 0     | 4     | 0        | .333  | .333     | .417     | .750  |
| 1990      | 近鉄      | 87    | 227   | 206   | 25    | 62    | 6        | 0        | 12       | 104   | 33    | 1     | 1        | 6     | 2     | 11    | 0     | 2     | 47    | 3        | .301  | .339     | .505     | .844  |
| 1991      | 近鉄      | 74    | 150   | 135   | 10    | 28    | 4        | 0        | 3        | 41    | 9     | 1     | 0        | 4     | 1     | 8     | 0     | 2     | 34    | 1        | .207  | .260     | .304     | .564  |
| 1992      | 近鉄      | 74    | 176   | 161   | 22    | 43    | 6        | 2        | 8        | 77    | 22    | 1     | 3        | 3     | 1     | 5     | 0     | 6     | 21    | 10       | .267  | .312     | .478     | .790  |
| 1993      | 近鉄      | 86    | 244   | 217   | 21    | 57    | 8        | 0        | 9        | 92    | 20    | 1     | 1        | 6     | 1     | 20    | 0     | 0     | 45    | 6        | .263  | .324     | .424     | .747  |
| 1994      | 近鉄      | 89    | 229   | 206   | 32    | 50    | 9        | 0        | 5        | 74    | 20    | 0     | 0        | 5     | 3     | 13    | 1     | 2     | 62    | 3        | .243  | .290     | .359     | .649  |
| 1995      | 近鉄      | 62    | 115   | 105   | 5     | 21    | 5        | 0        | 2        | 32    | 11    | 0     | 1        | 4     | 1     | 5     | 0     | 0     | 40    | 0        | .200  | .234     | .305     | .539  |
| 1996      | 近鉄      | 60    | 164   | 141   | 8     | 34    | 3        | 0        | 2        | 43    | 15    | 4     | 1        | 9     | 2     | 11    | 0     | 1     | 36    | 2        | .241  | .297     | .305     | .602  |
| 1997      | 中日      | 25    | 38    | 34    | 1     | 4     | 1        | 0        | 0        | 5     | 2     | 0     | 0        | 1     | 0     | 3     | 0     | 0     | 12    | 0        | .118  | .189     | .147     | .336  |
| 1998      | 中日      | 15    | 7     | 7     | 0     | 1     | 0        | 0        | 0        | 1     | 0     | 0     | 0        | 0     | 0     | 0     | 0     | 0     | 2     | 0        | .143  | .143     | .143     | .286  |
| 1999      | 巨人      | 38    | 68    | 61    | 2     | 7     | 1        | 0        | 0        | 8     | 0     | 0     | 0        | 1     | 0     | 5     | 1     | 1     | 16    | 1        | .115  | .194     | .131     | .325  |
| 2001      | ロッテ(M) | 6     | 11    | 10    | 1     | 2     | 2        | 0        | 0        | 4     | 0     | 0     | 0        | 0     | 0     | 0     | 0     | 1     | 1     | 1        | .200  | .273     | .400     | .673  |
| 2002      | 横浜      | 8     | 5     | 5     | 0     | 0     | 0        | 0        | 0        | 0     | 0     | 0     | 0        | 0     | 0     | 0     | 0     | 0     | 0     | 0        | .000  | .000     | .000     | .000  |
| 2003      | ロッテ(G) | 7     | 9     | 9     | 1     | 1     | 0        | 0        | 1        | 4     | 1     | 0     | 0        | 0     | 0     | 0     | 0     | 0     | 4     | 0        | .111  | .111     | .444     | .556  |
| NPB：16年 | NPB：16年 | 726   | 1549  | 1393  | 135   | 332   | 49       | 2        | 42       | 511   | 136   | 8     | 8        | 43    | 12    | 83    | 2     | 18    | 347   | 28       | .238  | .288     | .367     | .654  |
| KBO：1年  | KBO：1年  | 7     | 9     | 9     | 1     | 1     | 0        | 0        | 1        | 4     | 1     | 0     | 0        | 0     | 0     | 0     | 0     | 0     | 4     | 0        | .111  | .111     | .444     | .556  |

- 表中のロッテ(M)（2001年在籍）は、NPBの千葉ロッテマリーンズ
- 表中のロッテ(G)（2003年在籍）は、KBOのロッテジャイアンツ

### 年度別守備成績
| 年 度 | 球 団  | 捕手  | 捕手     | 捕手     | 捕手     | 捕手     | 捕手 |
| 年 度 | 球 団  | 試 合 | 企 図 数 | 許 盗 塁 | 盗 塁 刺 | 阻 止 率 |      |
| ----- | ------ | ----- | -------- | -------- | -------- | -------- | ---- |
| 1986  | 近鉄   | 42    | 18       | 15       | 3        | .200     |      |
| 1987  | 近鉄   | 22    | 12       | 8        | 4        | .333     |      |
| 1988  | 近鉄   | 22    | 9        | 7        | 2        | .222     |      |
| 1989  | 近鉄   | 11    | 6        | 3        | 3        | .500     |      |
| 1990  | 近鉄   | 71    | 63       | 37       | 26       | .413     |      |
| 1991  | 近鉄   | 71    | 46       | 26       | 20       | .435     |      |
| 1992  | 近鉄   | 64    | 57       | 41       | 16       | .281     |      |
| 1993  | 近鉄   | 78    | 82       | 49       | 33       | .402     |      |
| 1994  | 近鉄   | 87    | 69       | 40       | 29       | .420     |      |
| 1995  | 近鉄   | 57    | 39       | 25       | 14       | .357     |      |
| 1996  | 近鉄   | 60    | 46       | 36       | 10       | .217     |      |
| 1997  | 中日   | 21    | 7        | 5        | 2        | .286     |      |
| 1998  | 中日   | 15    | 3        | 2        | 1        | .333     |      |
| 1999  | 巨人   | 37    | 23       | 18       | 5        | .217     |      |
| 2001  | ロッテ | 6     | 10       | 9        | 1        | .100     |      |
| 2002  | 横浜   | 6     | 3        | 3        | 0        | .000     |      |
| 通算  | 通算   | 670   | 493      | 324      | 169      | .343     |      |

- 各年度の太字はリーグ最高

### 記録
初記録
- 初出場：1986年4月5日、対日本ハムファイターズ2回戦（藤井寺球場）、8回表に捕手として出場
- 初先発出場：1986年4月6日、対日本ハムファイターズ3回戦（藤井寺球場）、「9番・捕手」として先発出場
- 初安打：同上、5回裏に金沢次男から
- 初打点：1986年6月29日、対ロッテオリオンズ12回戦（石川県立野球場）、4回表に右田一彦から適時打
- 初本塁打：1987年8月31日、対日本ハムファイターズ20回戦（日生球場）、6回裏に西崎幸広からソロ
- 初盗塁：1990年6月1日、対西武ライオンズ9回戦（西武ライオンズ球場）、9回表に二盗（投手：鈴木哲、捕手：大宮龍男）

### 背番号
- 56（1984年 - 1989年）
- 44（1990年 - 1996年、1998年 - 1999年途中、2002年）
- 17（1997年）[注 1]
- 39（1999年途中 - 2000年）
- 60（2001年）
- 40（2003年）
- 89（2011年 - 2013年）
- 90（2016年 - ）

## 関連情報

### 出演
- タイガースとファイターズのキャンプ60分!!（GAORA）
- プロ野球スピリッツ6（コナミ） - CM出演。GAORA専属アナウンサー・城野昭と共演
- よ〜いドン! -となりの人間国宝（関西テレビ、2010年2月25日放送）